# MY KIDS TV
MY-KIDS TV是群英社經營的以兒童為對象的高畫質電視頻道，目前僅在中華電信MOD播出。經常代理最新的日本動畫，與日本同步播送。
MY KIDS TV為台灣第一個採用「HD無帶化」運作方式的電視頻道，所有動畫以數位檔案方式透過光纖網路傳送而不使用錄影帶，減少人力成本、物流成本與時間。

## 歷史
2011年1月1日，MY KIDS TV在中華電信MOD第18頻道（SDTV版）與第222頻道（HDTV版）開播。2011年6月15日，中華電信MOD系統升級，將同一執照之SDTV頻道與HDTV頻道整合為單一頻道，MY KIDS TV定頻在中華電信MOD第18頻道。2017年11月1日，因應中華電信MOD頻道號碼更改，MY KIDS TV調到第101頻道。
另外，MY KIDS TV曾於新北市的天外天有線電視和新北市有線電視上架，但2018年1月1日已下架。
2023年9月30日於中華電信MOD下架並終止收視

## 動畫節目
- 西遊記
- Love Live!
- 世界名作劇場
- 鋼彈創鬥者
- 奇幻山丘高中
- 網球王子
- 忍者亂太郎
- 影子篮球员
- 星光少女 彩虹舞台
- 鐵道小英雄
- 鹹蛋超人 TARO
- 晨曦公主
- 小紅豆
- 偶像大師
- 萌學園6復活之戰
- 星光樂園
- 偶像時間星光樂園
- 星光頻道
- 真珠美人魚

## 自製節目
- 電玩宅速配
- 動漫最前線
- 科學偵探團

## 資料來源
1. ↑  徐漢高. . 電子時報. 2012-05-15  [2013-12-01]. （原始内容存档于2015-09-23） （中文（臺灣））.

## 外部連結
- MY KIDS TV 官方網站 （页面存档备份，存于）
- 中華電信MOD - My Kids TV （页面存档备份，存于）